# Ciona edwardsi
Ciona edwardsi är en sjöpungsart som först beskrevs av Louis Roule 1886.  Ciona edwardsi ingår i släktet Ciona och familjen Cionidae. Inga underarter finns listade i Catalogue of Life.